# Mike Holland (skoczek narciarski)
Michael Harry „Mike” Holland (ur. 9 grudnia 1961 w Barre) – amerykański skoczek narciarski, który występował w latach 1982–1989. W 1985 rekordzista świata w długości skoku narciarskiego. Brat Jima Hollanda.

## Przebieg kariery
Najlepsze wyniki w Pucharze Świata w skokach narciarskich osiągnął w sezonie 1984/1985, w którym został sklasyfikowany na 10 miejscu. W sezonach 1988/1989 i 1982/1983 zajmował odpowiednio miejsca 11 i 13. W całej swojej karierze był cztery razy na podium w zawodach Pucharu Świata, w tym raz na najwyższym jego stopniu. W 1985 podczas mistrzostw świata w lotach w Planicy ustanowił rekord świata w długości skoku narciarskiego (186 m). Tego samego dnia jego rekord został poprawiony przez Mattiego Nykänena (187 m).

## Puchar Świata w skokach narciarskich

### Miejsca w klasyfikacji generalnej
- sezon 1982/1983[1]: 13.
- sezon 1983/1984[2]: 22.
- sezon 1984/1985[3]: 10.
- sezon 1985/1986[4]: 29.
- sezon 1986/1987[5]: 34.
- sezon 1987/1988[6]: 29.
- sezon 1988/1989[7]: 11.

### Miejsca na podium w konkursach indywidualnych Pucharu Świata chronologicznie[8]
| Nr | Dzień      | Rok  | Miejscowość   | Skocznia                 | Punkt K | Skok 1  | Skok 2  | Nota      | Lok. | Strata   | Zwycięzca     |
| -- | ---------- | ---- | ------------- | ------------------------ | ------- | ------- | ------- | --------- | ---- | -------- | ------------- |
| 1. | 24 marca   | 1984 | Planica       | Srednja velikanka        | K-95    | 90,5 m  | 88,0 m  | 200,1 pkt | 2.   | 23,1 pkt | Jens Weißflog |
| 2. | 2 marca    | 1985 | Lahti         | Salpausselkä             | K-88    | 84,0 m  | 84,5 m  | 204,0 pkt | 3.   | 8,6 pkt  | Matti Nykänen |
| 3. | 6 stycznia | 1989 | Bischofshofen | im. Paula Ausserleitnera | K-111   | 111,0 m | 107,0 m | 218,5 pkt | 1.   | –        | –             |

### Miejsca na podium w konkursachTLNchronologicznie
| Nr | Dzień    | Rok  | Miejscowość | Skocznia | Punkt K | Skok 1  | Skok 2  | Skok 3  | Nota      | Lok. | Strata  | Zwycięzca            |
| -- | -------- | ---- | ----------- | -------- | ------- | ------- | ------- | ------- | --------- | ---- | ------- | -------------------- |
| 1. | 19 marca | 1989 | Harrachov   | Čerťák   | K-180   | 176,0 m | 158,0 m | 153,0 m | 355,2 pkt | 2.   | 0,9 pkt | Ole Gunnar Fidjestøl |

## Mistrzostwa świata w skokach narciarskich
- Indywidualnie
  - 1989 Lahti (FIN) – 28. miejsce (duża skocznia), 24. miejsce (normalna skocznia)
- Drużynowo
  - 1985 Seefeld (AUT) – 5. miejsce (duża skocznia)